# 青森市立金沢小学校
青森市立金沢小学校（あおもりしりつ かなざわしょうがっこう）は青森県青森市金沢に位置する公立小学校。前の通りは金沢小学校通りと呼ばれ、直線道路で車両速度が時速40kmに規制されている。近くで道路を横断する水路のある箇所は、転落防止柵を設置している。

## 所在地
- 郵便番号 - 030-0853
- 所在地 - 金沢4丁目5-1[1]

## 沿革
- 1968年（昭和43年）
  - 4月1日 - 千刈小学校と甲田小学校のそれぞれ一部学区を合併し、発足。
  - 4月30日 - 大野小学校を統合し、金沢小学校第二校舎とする。
  - 5月1日 - 校章制定。
  - 6月1日 - 父母と教師の会結成。
- 1969年（昭和44年）
  - 3月24日 - 校歌制定。
  - 5月1日 - 校章制定（旧大野小学校校舎を用いる）。
  - 10月26日 - 学校創立並びに統合式典挙行。
  - 10月28日 - 増築工事竣工（北側校舎3階建12教室）。
  - 11月4日 - 第二校舎の児童を本校に移転し、第二校舎閉鎖。
- 1970年（昭和45年）
  - 1月20日 - 第二校舎父母と教師の会を統合。
  - 9月14日 - 屋内体操場完成。
  - 10月8日 - 校旗樹立式並びに屋内体操場落成式挙行。
- 1971年（昭和46年）3月1日 - 共同調理場方式による学校給食開始。
- 1974年（昭和49年）3月31日 - プレハブ2教室増築。
- 1975年（昭和50年）3月31日 - 泉川小学校開校に伴い、本校から273名の児童が転籍し、同時に学区を変更。
- 1976年（昭和51年）3月31日 - プレハブ教室3教室増設。
- 1977年（昭和52年）10月23日 - 金沢小学校創立10周年記念式典兼旧大野小学校100周年記念式典挙行。
- 1980年（昭和55年）
  - 3月31日 - 大野小学校開校に伴い、学区変更。本校から児童448名が大野小学校に転籍。
  - 7月24日 - 水泳プール竣工。
- 1983年（昭和58年）10月8日 - 創立15周年記念式典挙行。
- 1987年（昭和62年）10月17日 - 創立20周年記念式典挙行。
- 1993年（平成5年）9月25日 - 創立25周年記念式典挙行。
- 2014年（平成26年）1月 - 新校舎竣工[2]。
- 2016年（平成28年）2月19日 - 新校舎・校庭完成記念式典挙行[3]。
- 2018年（平成30年）11月10日 - 創立50周年記念式典挙行[4]。

## 学区
- 旭町（2丁目の一部、3丁目の一部）
- 金沢（2丁目の一部、3丁目、4丁目、5丁目の一部）
- 千富町（1丁目の一部、2丁目の一部）
- 大野（字金沢、字笹崎の一部、字山下、字鳴滝の一部、字片岡）

## 著名な出身者
- 成田洋明（ローカルタレント・歌手）[注釈 1][5]
- 佐々木史帆（女優）
- 三戸誠（ヴィオラ奏者）

## 主な進学先
- 青森市立甲田中学校
- 青森市立古川中学校
- 青森市立西中学校

## アクセス
- 青森市営バス「国道・古川線」・「旭町通り線」・「造道・八重田線」（平日のみ）・「浪館通り線」（土休日のみ）で、「金沢小学校前」停留所下車。